# Vladislav Nelyubin
Vladislav Viktorovich Nelyubin (nascido em 8 de novembro de 1947) é um ex-ciclista soviético. Competiu pela União Soviética nos Jogos Olímpicos de Verão de 1968 no individual.
Pai do medalhista olímpico Dmitry Nelyubin (1971–2005).